# Gerona (obra de teatro)
Gerona es una obra de teatro de Benito Pérez Galdós, estrenada en 1893.

## Argumento
Se trata de la adaptación a los escenarios de Gerona, uno de los Episodios Nacionales, publicado en 1874. Se narran los hechos del sitio de Gerona por las tropas francesas en 1809, desde la perspectiva de Andrés Marijuán.

## Estreno
- Teatro Español, Madrid, 8 de febrero de 1893. Intérpretes: Antonio Vico, Concha Morell.